# Бёкслунд
Бёкслунд (нем. Böxlund) — община в Германии, в земле Шлезвиг-Гольштейн.
Входит в состав района Шлезвиг-Фленсбург. Подчиняется управлению Шаффлунд. Население составляет 106 человек (на 31 декабря 2010 года). Занимает площадь 4,4 км².